# Преимущество первого хода в шахматах
Преимущество первого хода в шахматах — гипотетическое преимущество игрока (белых), который делает первый ход в шахматах. Шахматные практики и теоретики в целом согласны, что белые начинают игру с некоторым преимуществом. Собранная статистика с 1851 года поддерживает это представление: белые последовательно выигрывают чуть чаще, чем чёрные, и обычно набирают от 52 до 56 процентов. Процент побед белых примерно одинаков для турнирных игр между людьми и между компьютерами. Однако преимущество белых в блице и в играх между новичками менее значимо.
Примерно в 1889 году, когда чемпион мира Вильгельм Стейниц рассматривал этот вопрос, преобладало мнение, что идеально сыгранная игра закончилась бы вничью. Однако несколько известных игроков уверяли, что преимущество белых может быть достаточным для победы: так, Уивер Адамс и Всеволод Раузер утверждали, что белые выигрывают после первого хода 1. e4, а Ганс Берлинер — что они побеждают ходом 1. d4. 
С 1988 года шахматисты бросают вызов ранее сложившимся представлениям о преимуществе белых. Гроссмейстер Андраш Адорьян написал серию книг на тему «Чёрные — в порядке!» (англ. «Black is OK!»), утверждая, что общее понимание того, что у белых есть преимущество, основано больше на психологии, чем на реальности. Шахматист и математик Михай Шуба, а также другие утверждают, что иногда инициатива белых исчезает без видимых на то причин по ходу игры. Сегодняшний стиль игры за чёрных состоит в том, чтобы стремиться к динамичным, неуравновешенным позициям, а не просто пытаться уравнять их. Существует мнение, что у чёрных есть определённые компенсирующие преимущества.